# Phân cấp hành chính Myanmar
Myanmar có bốn cấp hành chính chính thức là trung ương, vùng hành chính và bang, huyện, xã. Ba cấp hành chính sau là các cấp hành chính địa phương.

## Cấu trúc cấp bậc
| Cấp bậc                 | hạng 1                        | hạng 2      | hạng 3         | hạng 4        | hạng 5    |
| ----------------------- | ----------------------------- | ----------- | -------------- | ------------- | --------- |
| Loại khu vực hành chính | Lãnh thổ Liên bang (ပြည်တောင်စုနယ်မြေ) | Huyện (ခရိုင်) | Thị trấn (မြို့နယ်) | Phường (ရပ်ကွက်) | -         |
| Loại khu vực hành chính | Vùng (တိုင်းဒေသကြီး) Bang (ပြည်နယ်)      | Huyện (ခရိုင်) | Thị trấn (မြို့နယ်) | Phường (ရပ်ကွက်) | -         |
| Loại khu vực hành chính | Vùng (တိုင်းဒေသကြီး) Bang (ပြည်နယ်)      | Huyện (ခရိုင်) | Thị trấn (မြို့နယ်) | Xã (ကျေးရွာအုပ်စု)    | Làng (ကျေးရွာ) |
| Loại khu vực hành chính | Khu tự quản (ကိုယ်ပိုင်အုပ်ချုပ်ခွင့်ရတိုင်း)   | Huyện (ခရိုင်) | Thị trấn (မြို့နယ်) | Xã (ကျေးရွာအုပ်စု)    | Làng (ကျေးရွာ) |
| Loại khu vực hành chính | Vùng tự quản (ကိုယ်ပိုင်အုပ်ချုပ်ခွင့်ရဒေသ)  |             | Thị trấn (မြို့နယ်) | Xã (ကျေးရွာအုပ်စု)    | Làng (ကျေးရွာ) |

## Vùng hành chính và bang
Vùng hành chính và bang là cấp hành chính địa phương cao nhất.
Vùng hành chính là những đơn vị có người Miến Điện chiếm phần lớn dân số, trong khi các bang là những nơi là các dân tộc thiểu số của Myanmar chiếm đa số. Tên của bang thường được đặt theo tên của dân tộc đông nhất trong bang. Ví dụ, bang Rakhine là bang mà dân cư phần lớn là người Rakhine. Sự phân chia về mặt địa lý giữa các vùng hành chính và các bang hiện nay là sự kế thừa cách phân chia của chính quyền thực dân Anh ở Myanmar thời kỳ trước độc lập.
Nhìn chung, các vùng hành chính có trình độ phát triển kinh tế xã hội cao hơn, cơ sở hạ tầng phát triển hơn so với các bang. Ngoài ra, hầu hết các bang đều nằm ở khu vực miền núi sát biên giới trong khi các vùng hành chính nằm ở vùng thấp hơn và ở trung tâm hơn, ngoại trừ vùng Tanintharyi.
Các vùng hành chính và các bang đều có chính quyền và hội đồng địa phương.
Bảy vùng hành chính của Myanmar gồm: Ayeyarwady, Bago, Magway, Mandalay, Sagaing, Tanintharyi, và Yangon, còn bảy bang gồm: Chin, Kachin, Kayin, Kayah, Mon, Rakhine và Shan.

### Danh sách bang và vùng hành chính

Các bang của Myanmar
Các vùng của Myanmar

Cấu trúc hành chính các bang, vùng và khu vực tự trị được quy định trong Hiến pháp thông qua 2008.
| Kỳ hiệu | Tên                          | Tiếng Miến Điện | Thủ phủ    | ISO   | Khu vực | Dân số (2014) | Diện tích(km2) | Loại               |
| ------- | ---------------------------- | --------------- | ---------- | ----- | ------- | ------------- | -------------- | ------------------ |
|         | Vùng Ayeyarwady              | ဧရာဝတီတိုင်းဒေသကြီး       | Pathein    | MM-07 | Hạ      | 6,184,829     | 35,031.8       | Vùng               |
|         | Vùng Bago                    | ပဲခူးတိုင်းဒေသကြီး         | Bago       | MM-02 | Hạ      | 4,867,373     | 39,402.3       | Vùng               |
|         | Bang Chin                    | ချင်းပြည်နယ်          | Hakha      | MM-14 | Tây     | 478,801       | 36,018.8       | Bang               |
|         | Bang Kachin                  | ကချင်ပြည်နယ်         | Myitkyina  | MM-11 | Bắc     | 1,689,441     | 89,041.8       | Bang               |
|         | Bang Kayah                   | ကယားပြည်နယ်          | Loikaw     | MM-12 | Đông    | 286,627       | 11,731.5       | Bang               |
|         | Bang Kayin                   | ကရင်ပြည်နယ်         | Pa-an      | MM-13 | Nam     | 1,574,079     | 30,383         | Bang               |
|         | Vùng Magway                  | မကွေးတိုင်းဒေသကြီး         | Magwe      | MM-03 | Trung   | 3,917,055     | 44,820.6       | Vùng               |
|         | Vùng Mandalay                | မန္တလေးတိုင်းဒေသကြီး       | Mandalay   | MM-04 | Trung   | 6,165,723     | 37,945.6       | Vùng               |
|         | Bang Mon                     | မွန်ပြည်နယ်          | Mawlamyine | MM-15 | Nam     | 2,054,393     | 12,296.6       | Bang               |
|         | Lãnh thổ Liên bang Naypyidaw | နေပြည်တော် ပြည်ထောင်စုနယ်မြေ   | Naypyidaw  | MM-18 | Trung   | 1,160,242     | 7,054          | Lãnh thổ Liên bang |
|         | Bang Rakhine                 | ရခိုင်ပြည်နယ်         | Sittwe     | MM-16 | Tây     | 3,188,807     | 36,778.0       | Bang               |
|         | Vùng Sagaing                 | စစ်ကိုင်းတိုင်းဒေသကြီး       | Monywa     | MM-01 | Bắc     | 5,325,347     | 93,704.8       | Vùng               |
|         | Bang Shan                    | ရှမ်းပြည်နယ်          | Taunggyi   | MM-17 | Đông    | 5,824,432     | 155,801.3      | Bang               |
|         | Vùng Tanintharyi             | တနင်္သာရီတိုင်းဒေသကြီး      | Dawei      | MM-05 | Nam     | 1,408,401     | 44,344.9       | Vùng               |
|         | Vùng Yangon                  | ရန်ကုန်တိုင်းဒေသကြီး       | Yangon     | MM-06 | Hạ      | 7,360,703     | 10,276.7       | Vùng               |

#### Khu và Vùng tự quản

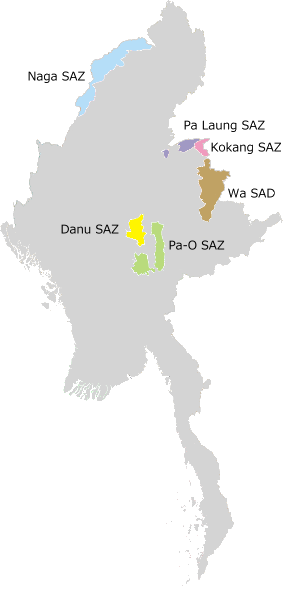
Khu và Vùng tự quản

| Kỳ hiệu | Tên                   | Tiếng Miến Điện  | Thủ phủ | Vùng | Dân số | Diện tịch(km2) | Loại         |
| ------- | --------------------- | ---------------- | ------- | ---- | ------ | -------------- | ------------ |
|         | Vùng tự quản Danu     | ဓနုကိုယ်ပိုင်အုပ်ချုပ်ခွင့်ရဒေသ  | Pindaya | Đông |        |                | Vùng tự quản |
|         | Vùng tự quản Kokang   | ကိုးကန့်ကိုယ်ပိုင်အုပ်ချုပ်ခွင့်ရဒေသ | Laukkai | Đông |        |                | Vùng tự quản |
|         | Vùng tự quản Naga     | နာဂကိုယ်ပိုင်အုပ်ချုပ်ခွင့်ရဒေသ  | Lahe    | Bắc  |        |                | Vùng tự quản |
|         | Vùng tự quản Pa Laung | ပလောင်းကိုယ်ပိုင်အုပ်ချုပ်ခွင့်ရဒေသ | Namhsan | Đông |        |                | Vùng tự quản |
|         | Vùng tự quản Pa'O     | ပအိုဝ့်ကိုယ်ပိုင်အုပ်ချုပ်ခွင့်ရဒေသ | Hopong  | Đông |        |                | Vùng tự quản |
|         | Khu tự quản Wa        | ဝကိုယ်ပိုင်အုပ်ချုပ်ခွင့်ရတိုင်း   | Hopang  | Đông |        |                | Khu tự quản  |

## Huyện
Huyện là cấp hành chính địa phương thứ hai ở Myanma, dưới vùng/bang, trên xã. Trong tiếng Myanma, các huyện gọi là myotnal và thường được dịch ra tiếng Anh là township. Các huyện đều có chính quyền và hội đồng địa phương.
Một số huyện có thể hợp lại thành thành phố (myot taw), nhưng trừ Yangon và Mandalay ra các thành phố này không phải là cấp hành chính chính thức và không có chính quyền thành phố mà chỉ có văn phòng của chính quyền vùng hoặc bang để quản lý thành phố.
Một số huyện vùng sâu vùng xa cũng được nhóm thành các nhóm huyện (myotnal su hoặc kayaing hoặc seeyin su trong tiếng Myanma) và có văn phòng của chính quyền vùng hoặc bang để chuyển tải các chính sách của mình về các huyện vùng xa. Các nhóm huyện cũng không phải là cấp hành chính chính thức.

## Xã
Xã là cấp hành chính địa phương thấp nhất. Trong tiếng Myanma, xã gọi là yat quat và thường được dịch ra tiếng Anh là town hoặc ward hoặc village. Các xã đều có chính quyền và hội đồng địa phương. Dưới xã còn có các cụm dân cư bao gồm từ 10 đến 100 hộ gia đình. Tuy nhiên, cụm dân cư không phải là đơn vị hành chính chính thức.